# (1630) Милет
(1630) Милет (фр. Milet) — небольшой астероид главного пояса, который был открыт 28 февраля 1952 года французским астрономом Луи Буайе в Алжирской обсерватории и назван в честь другого французского астронома Бернарда Милета.

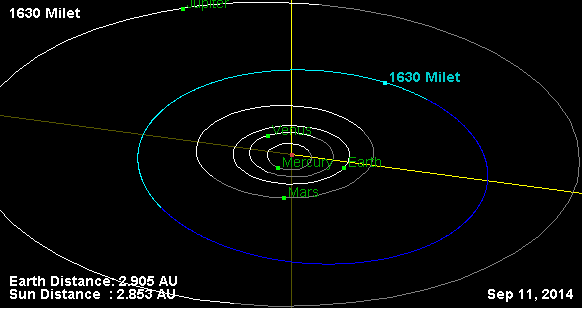
Орбита астероида Милет и его положение в Солнечной системе

Фотометрические наблюдения, проведённые в 2004–2005 годах, позволили получить кривые блеска этого тела, из которых следовало, что период вращения астероида вокруг своей оси равняется 32,55 ± 0,03 часам, с изменением блеска по мере вращения 0,37 ± 0,03 m.